# Biosphere (album)
Biosphere è un album del gruppo heavy metal giapponese Loudness, pubblicato dalla Nippon Columbia nel 2002.

## Tracce
1. Hellrider
2. Biosphere
3. Savior
4. My Precious
5. Wind From Ti Bet
6. System Crush
7. Night Is Still Young
8. Shame on You
9. Break My Mind
10. So Beautiful
11. For You